# Хоксбери (Онтарио)

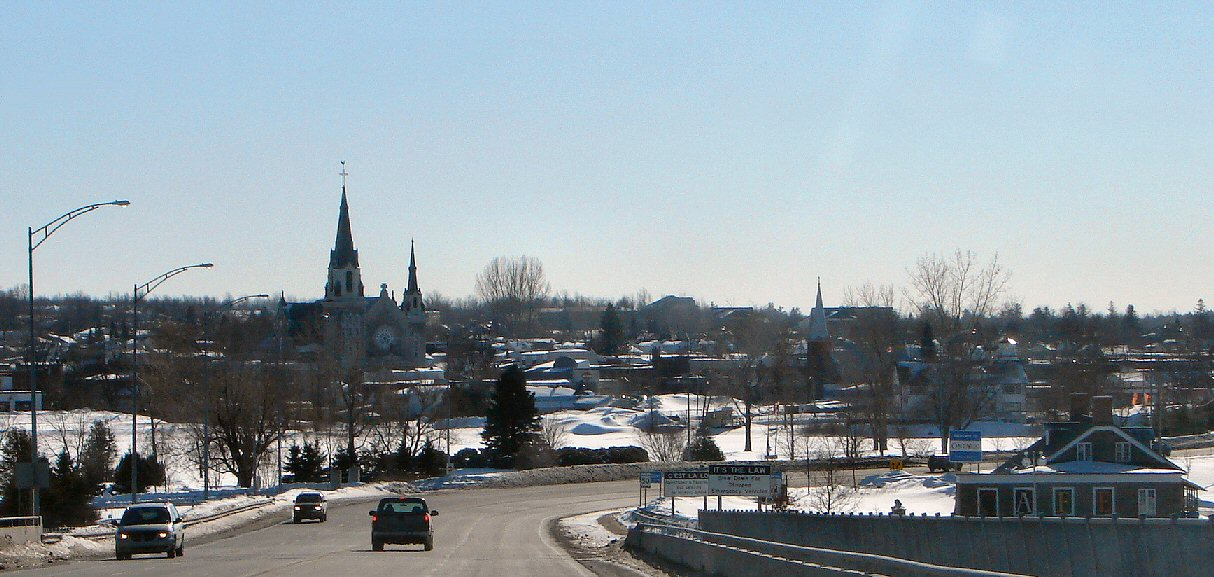
Панорама Хоксбери со стороны моста Лонг-Солт.

Хо́ксбери, англ. Hawkesbury — город в районе Восточное Онтарио области Южное Онтарио провинции Онтарио, Канада. Расположен на южном берегу реки Оттава близ границы с провинцией Квебек, примерно на полпути от центра Оттавы до центра Монреаля.
Хоксбери считается третьим степени по двуязычности городом Онтарио, поскольку около 70 % его обитателей бегло говорят как по-английски, так и по-французски (его опережают Уэст-Ниписсинг и Хёрст). Из населения города 89 % составляют франкофоны.

## История
Город основан в 1798 г. и назван в честь Чарлза Дженкинсона, барона Хоксбери и графа Ливерпульского.
Здесь в 1805 г. двое американцев, Томас Мирс и Дэвид Пэтти, построили водную мельницу, вокруг которой стал расти город. Позднее Мирс также построил первый пароход на реке Оттава, «Юнион». Спрос на древесину в эпоху наполеоновских войн привёл к экономическому буму в этих местах.
Позднее древесную промышленность вытеснила текстильная, металлообрабатывающая, стекольная и пластиковая. Хоксбери долгое время был экономическим центром округа Прескотт-Рассел, однако в последнее время его стал обгонять Рокленд.
Важной транспортной артерией является Гренвильский канал, расположенный на противоположном берегу в Квебеке. Здесь же расположен мост, соединяющий Онтарио с Квебеком. Часть Хоксбери была затоплена в результате сооружения дамбы в период 1950—1962 гг.

## Население
| Перепись | Население |
| -------- | --------- |
| 1841     | 250       |
| 1871     | 1671      |
| 1881     | 1920      |
| 1891     | 2042      |
| 1901     | 4150      |
| 1911     | 4400      |
| 1921     | 5544      |
| 1931     | 5177      |
| 1941     | 6249      |
| 1951     | 7194      |
| 1961     | 8661      |
| 1971     | 9276      |
| 1981     | 9877      |
| 1991     | 9706      |
| 2001     | 10 314    |
| 2006     | 10 869    |

Согласно переписи 2006 г.:
- Население: 10 869 жителей
- прирост с 2001 года: 5,3 %
- Жилищ: 4974
- Площадь (км²): 9,46
- Плотность населения (человек на км²): 1149,3

### Языки
По результатам переписи 2006 г., французский язык был родным для 77 % жителей, тогда как английский для 16 %. Довольно большая часть жителей, 2,7 %, заявили, что оба этих языка являются для них родными; это наиболее высокий показатель в Канаде.
| Основной язык | Численность | Процент |
| ------------- | ----------- | ------- |
| Французский   | 9305        | 86,0 %  |
| Английский    | 1170        | 11,0 %  |
| Синдхи        | 95          | 0,9 %   |
| Греческий     | 65          | 0,6 %   |